# Sari Ghurchan
Sari Ghurchan – wieś w Iranie, w ostanie Azerbejdżan Zachodni, w szahrestanie Takab. W 2006 roku liczyła 151 mieszkańców.